# Nashua (Iowa)
Nashua é uma cidade localizada no estado americano de Iowa, no Condado de Chickasaw.

## Demografia
Segundo o censo americano de 2000, a sua população era de 1618 habitantes.
Em 2006, foi estimada uma população de 1552, um decréscimo de 66 (-4.1%).

## Geografia
De acordo com o United States Census Bureau tem uma área de
6,8 km², dos quais 6,4 km² cobertos por terra e 0,4 km² cobertos por água. Nashua localiza-se a aproximadamente 297 m acima do nível do mar.

## Localidades na vizinhança
O diagrama seguinte representa as localidades num raio de 20 km ao redor de Nashua.